# 浙江省餘姚中學
浙江省余姚中学，是一所位于中國浙江省宁波市余姚市的重点高中。
该校创建于1935年，是余姚历史上第一所中学，初建时仅有初中部，1943年起开设高中。1961年该校成为浙江省试点中学，1981年成为浙江省重点中学。1989年后成为专门高中，1995年成为浙江省一级重点中学。

## 著名校友
- 陈宜张，中国科学院院士
- 马余强，中国科学院院士[2]
- 冯煜芳，中国工程院院士[3]
- 郑永年，国际关系学者[4]
- 郑杭生，社会学家[5]
- 卫慧，作家
- 王安宇，演员